# Julian Kristoffersen
Julian Kristoffersen (født 10. maj 1997) er en fodboldspiller fra Norge, der spiller for Salernitana. Han har tidligere spillet for den danske superligaklub F.C. København.

## Klubkarriere

### F.C. København
Julian Kristoffersen kom til FCK's 'School of Excellence' i 2013 fra den norske klub FK Ørn Horten. Kristoffersen har som ungdomsspiller spillet flere kampe for FCK's ungdoms- og reservehold. 
Han debuterede på FCK's førstehold som ungdomsspiller i sæsonen 2015-16, hvor han den 20. marts 2016 fik et indhop mod FC Nordsjælland, hvor han efter 77 minutter afløste Benjamin Verbic. Senere samme sæson blev han den 22. maj 2016 indskiftet i en kamp mod Hobro IK. I den efterfølgende sæson 2016-17 blev Julian Kristoffersen officielt tilknyttet klubbens førstehold.
Ved kontraktudløb i sommeren 2017 blev kontrakten ikke forlænget. Kristoffersen opnåede at blive skiftet ind i to superligakampe i 2015/16-sæsonen. Han spillede herudover to pokalkampe mod Jammerbugt FC og mod B93 i 2016-17-sæsonen, hvor han scorede et mål i begge.

### Djurgården
Den 8. august 2017 skiftede han til Djurgårdens IF Fotbollförening, hvor han skrev under på en treårig aftale og blev tildelt trøje nummer 21.

### Hobro IK
I juni 2018 blev det bekræftet, at Hobro IK hentede Kristoffersen til klubben på en 3-årig aftale.

## Landsholdskarriere
Julian Kristoffersen har deltaget for Norges U/17-landshold ved U/17-EM i 2014 på Malta og var også en del af Norges U/19-landshold ved EM-slutrunden i 2015 i Tyskland. 